# محمية اللذاب
محمية اللذاب محمية طبيعية تقع في منطقة يبرود التابعة لمحافظة ريف دمشق على مساحة 205 هـكتاراً. أعلنت بالقرار رقم 69/ت لعام 2006.
تقع محمية اللذاب على امتداد القمم الجبلية الشرقية لسلسلة جبال لبنان الشرقية وتشكل جزءاً من تلك السلسلة بطولٍ تقريبيٍ يمتد على 55 كم وبعرض وسطي يبلغ 3-7 كم، ويبدأ الجزء السوري من قارة في ريف دمشق ووادي مرطبية ووادي الشيخ علي شمالاً حتى غربي بلدة عسال الورد جنوباً ويحد هذه الكتلة غرباً الحدود اللبنانية.

## أهم أهدافها
- حماية النظام الحراجي البيئي والعناصر المكونة له من التدهور
- توفير الظروف المناسبة للتجدد الطبيعي
- حماية المناظر الطبيعية

## التركيب الجيولوجي للمنطقة
تسود الصخور الرسوبية هذه السلاسل الجبلية وتشكل الطبقات الجوراسية أقدم الصخور الرسوبية وهي تحتل أعالي الجبال وتشكل صخور الكريتاسي جميع أجزاء جبال لبنان الشرقية ومعظم سلسلة القلمون الثانية وأجزاء واسعة من سلسلة جبال القلمون الثالثة وتظهر صخور الحقب الجيولوجي الثالث في الأجزاء الأقل ارتفاعاً على جوانب السلاسل الجبلية إذ تشكل طبقات البالوجين أشرطة من الصخور الكلسية والحوارية والمارنية تساير جوانب الجبال، وتهيمن على جبال القلمون ولبنان الشرقية الجروف الصخرية التي تمتد على طول محاور هذه الجبال.
تندرج تربة الموقع تحت رتبة الترب غير المتطورة وتكون ضحلة العمق ذات قوام خشن إلى متوسطة النعومة، وتتكشف الصخور العارية ذات النتوءات الكلسية القاسية ذات الهطل العالي   
تتمتع المنطقة بمناخ متوسطي جبلي حيث الصيف الحار الجاف والشتاء البارد، أمطار المنطقة قليلة في تتراوح ما بين 200-600 ميلي متر ومعظم الأمطار تسقط في فصل الشتاء ونسبة كبيرة من الهطول يكون على شكل ثلوج خصوصاً في الارتفاعات التي تزيد عن 1800 م، أما درجات الحرارة فتنخفض شتاءً حتى -14 درجة مئوية وترتفع صيفاًُ حتى +41 والرياح غربية شمالية، وينتشر اللذاب ضمن الطوابق البيومناخية نصف الجافة وشبه الرطبة، وتجدر الإشارة إلى أهمية شجرة اللذاب (باللاتينية: Juniperrus excelsa) ومرفقاته من النباتات المعمرة واللاطئة والذي يشكل غطاءً نباتياً يحد من الانجراف المائي والجريان السطحي والتغذية الباطنية والمياه الجوفية ومياه الينابيع وذلك بفضل المجموع الجذري المتطور والمجموع الخضري المفترش لأغلب هذه الأنواع.
تشير الدراسات إلى وجود 8 أنواع متوطنة في منطقة اللذاب حيث يرافق اللذاب العديد من النباتات يقدر عددها بـ 150 نوعاً نباتياً تتوزع على 31 فصيلة أهمها:
- الفصيلة النجمية أو المركبة: 22 نوعاً
- الفصيلة القرنفلية: 15 نوعاً
- الفصيلة الشفوية: 14 نوعاً أغلبها ذات أهمية طبية
- الفصيلة البقولية: 12 نوعاً أغلبها ذات أهمية رعوية